# Officine Stampaggi Industriali
Pour les articles homonymes, voir OSI.

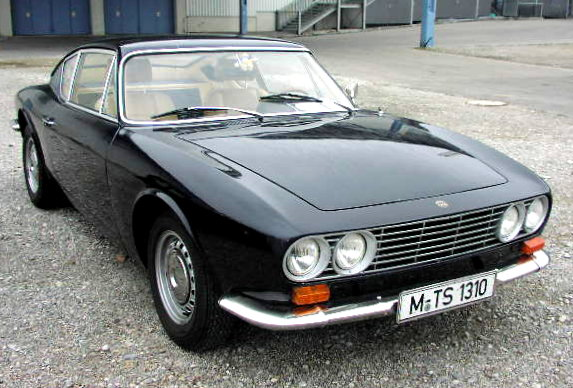
OSI Ford 20M TS Coupé.

Les Officine Stampaggi Industriali S.p.A. (ou OSI SpA) était une petite entreprise italienne spécialisée dans l'emboutissage de pièces de carrosserie automobile et l'assemblage de voitures.

## Histoire
La société OSI SpA a été fondée en 1960 par Luiggi Segre, Dirigeant de la Carrozzeria Ghia et Arrigo Olivetti, responsable chez Fergat. Le siège de la société est implanté Via Agostino da Montefeltro, juste en face des ateliers Ghia, à Turin. Ce choix est stratégique car la direction de Ghia était à la recherche de nouveaux débouchés industriels. La nouvelle société se consacre rapidement à l'assemblage de voitures en petite série, dessinées par Ghia ou pour d'autres commanditaires.
Ghia sera le premier carrossier à passer du design à la fabrication complète de ses propres modèles.
La nouvelle société OSI trouve en Innocenti son premier client avec l'Innocenti 950 S, puis viennent très rapidement les Fiat 1300/1500 Familiale et la Fiat 2300S Coupé. En 1962, OSI emploie 645 personnes et produit 50 voitures par jour.
En 1963, Luigi Segre décède subitement à l'âge de 44 ans. Ses héritiers cèdent leurs parts à son associé et OSI devient une filiale de Fergat SpA. Son nouveau directeur, Giacomo Bianco dote la société d'un important bureau d'études installé à Borgaro Torinese, dans la banlieue de Turin. L'effectif est important et atteint 60 personnes dans les départements projets, développement, construction et réalisation des prototypes.
En novembre 1963, au Salon de Turin, OSI présente pour la première fois une voiture avec son logo, l'OSI 1200S Spyder, dessinée par Giovanni Michelotti. La voiture repose sur la plateforme de la Fiat 1100-103.
En 1965, OSI compte désormais plus de 1.000 salariés et produit 120 voitures par jour dont 60 sont des OSI Ford Anglia Torino.
En 1967, les deux principaux modèles produits par OSI, les Innocenti 950 Spider et Ford Anglia, ne font plus recette sur le marché et leur production est arrêtée. La crise de 1968 se fait déjà sentir dans le secteur automobile et OSI doit réduire ses effectifs par manque de nouvelles commandes. Au Salon de Turin de cette année-là, OSI présentera son dernier projet, la Ford OSI 20M TS Coupé.
Au mois de novembre 1967, OSI doit fermer son Centre de Style. Plusieurs collaborateurs sont engagés chez Fiat et chez Ghia ou créent leur propre cabinet de design.
En 1968, OSI doit arrêter son département production de voitures. Seule l'activité d'emboutissage de carrosseries qui a toujours travaillé même pour des carrossiers extérieurs, continue. Elle dépend désormais du groupe Magneto, une filiale du groupe Fergat, un des plus importants acteurs en Europe de cette spécialité.

## Les modèles fabriqués
- OSI Alfa Romeo 2600 Berline De Luxe : 1965 - 54 ex,
- OSI Alfa Romeo Scarabeo Coupé : 1966 - 1 prototype
- OSI Alfa Romeo Scarabeo 2 : 1967 - 1 prototype,
- OSI Alfa Romeo Scarabeo Barchetta : 1968 - 1 prototype,
- OSI Alpine Berlinette Tour de France : 1966 - 1 prototype,
- OSI Alpine Bisiluro Silver Fox - 1967 - 1 prototype,
- OSI Autobianchi G31 Coupé - 1968 - 3 prototypes,
- OSI Alpine CRV - 1966 - 1 prototype, carrosserie en résine plastique
- OSI DAF City Car - 1966 - 1 exemplaire unique sur commande de la revue italienne Quattroruote,
- Fiat 125 GTZ Zagato - 1967 - 1 prototype,
- Fiat 1300/1500 Familiare - 1961-67 - série
- Fiat 1500 GT - 1962-66 - En 1962, Ghia propose sa version de la Fiat 1500 Coupé, la Fiat 1500 GT. À partir de 1964, la voiture est commercialisée sous le nom Ghia 1500 GT - 846 ex.,
- Fiat 2300S Coupé - 1961-68 - env. 3.500 ex.
- OSI Fiat 1100R Spider - 1966 - 1 prototype (la ligne de profil anticipe celle du Spider Peugeot 504),
- Fiat 125 Familiale - 1967 - 1 prototype, le projet sera repris par Fiat Polski, en Pologne
- OSI Fiat 850 Coupé - 1965 - 1 prototype,
- OSI Fiat 850 Weekend - 1966 - 1 prototype (reprend l'idée du projet Fiat 600 Jolly Ghia, sorte de Méhari, carrosserie en résine plastique)
- OSI Fiat 1200S Spyder - 1963 - série sous les marques Fiat et Neckar,
- OSI Fiat 1200S Coupé - 1964 - série sous les marques Fiat et Neckar,
- OSI Fiat Cross Country - 1966 - 1 prototype (sorte de Méhari basée sur la Fiat 124 en résine plastique,
- OSI Quattroruote Secura - 1965 - 1 prototype (Étude de voiture sûre basée sur la Fiat 1500 commandée par la revue italienne spécialiste de l'automobile Quattroruote,
- OSI Ford Anglia Torino - 1964 - série,
- OSI Ford 20M TS Coupé - 1966-68 - > 2.200 ex.,
- OSI Ford Mustang Berlinetta - 1965 - 1 prototype,
- OSI Ghia Ford USA - prototype,
- OSI Innocenti 950 Spider - 1963-67 - 7.651 ex. Spider & coupé,
- OSI Innocenti 1100 Coupé - 1966-68 - 487 ex.,
- OSI Neckar St Trop' - 1964-66 - Coupé & spider env. 400 ex.,
- Fiat 850 Vistor-MiniBus by OSI - 1 exemplaire unique
- OSI Triumph Vitesse Coupé - prototype.